# Léon Benett

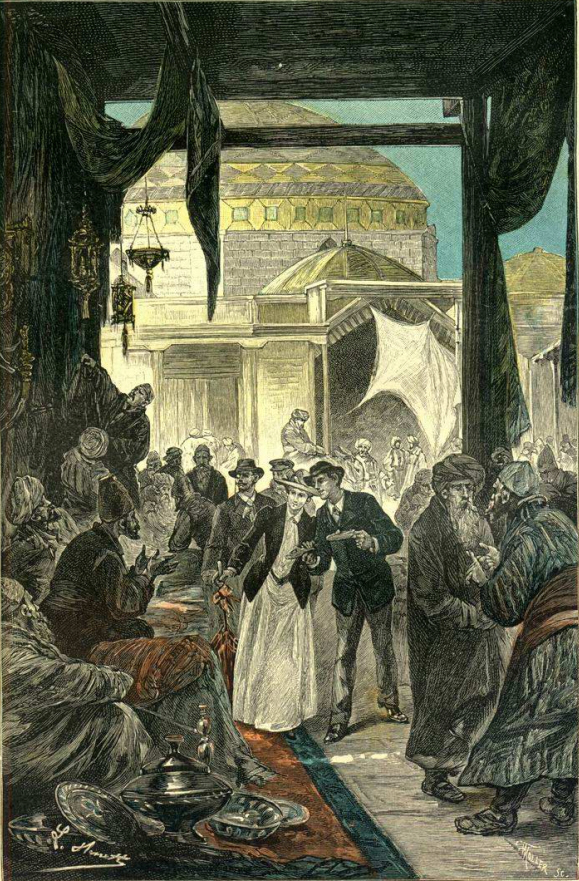
Bazaar in Samarkand, illustratie van Léon Benett voor een boek van Jules Verne

Léon Benett (Orange, 2 maart 1839 – Toulon, 1917) was een Franse schilder en illustrator. Zijn achternaam was eerst "Benet" met één 't', maar omdat dat in het Frans dom betekent, veranderde hij zijn achternaam naar "Benett" met twee t's.
Benett was de belangrijkste illustrator van de boeken van Jules Verne. In de jaren 1873 tot 1910 illustreerde hij 25 boeken.
Hij illustreerde ook boeken van Victor Hugo, Leo Tolstoy, Thomas Mayne Reid, André Laurie, Camille Flammarion en anderen. Benett ontleende de vaak exotische illustraties aan zijn reizen die hij in dienst van de overheid maakte door Algerije, Indochina, Martinique en Nieuw-Caledonië.